# Klein Fritzchen
Fritzchen (auch: Klein Fritzchen) ist eine fiktive Figur, die in deutschsprachigen Witzen auftritt. Die Antworten, die er gibt, haben für seine Gesprächspartner häufig einen beleidigenden oder entlarvenden Charakter.

## Fritzchen in anderen Ländern
Witzfiguren wie Fritzchen gibt es in der ganzen Welt:
- Armenien: Vartonik
- Brasilien: Joãozinho [= Klein Johannes]
- Bosnien: Haso & Mujo
- Bulgarien: Ivancho [= Klein Johannes]
- Englischsprachige Länder: (Little) Johnny [= Klein Johannes]
- China: 小明 (Xiaoming)、小华 (Xiaohua)
- Estland: Juku
- Finnland: Pikku-Kalle
- Frankreich: Toto
- Kosovo: Hasa & Husa
- Indien: Shubodh Balok (Bengalisch), Suresh (Hindi)
- Italien: Pierino [= Klein Peter]
- Kerala: Unnikuttan
- Kroatien: Ivica [= Klein Johannes]
- Kuba: Pepito [= Klein Josef]
- Litauen: Petriukas [= Klein Peter]
- Luxemburg: Pitti
- Mexiko: Pepito [= Klein Josef]
- Niederlande und Flandern: Jantje [= Klein Johannes]
- Österreich: Der kleine Franzi, verniedl. von Franz
- Polen: Jasio
- Peru: Jaimito
- Rumänien: Bulă
- Russland: Wowotschka (Вовочка), russ. verklein. und verniedl. Ableitung von Wladimir [= Klein Wladimir]
- Serbien und Montenegro: Perica
- Spanischsprachige Länder: Jaimito
- Slowenien: Janezek [= Klein Johann]
- Südafrika: Jannie
- Tschechien: Pepíček
- Ungarn: Móricka [= Klein Moritz]
- Venezuela: Jaimito

## Fritzchen-Witze
- Erklärt der Lehrer: „Wörter, die mit ‚un-‘ anfangen, bedeuten immer etwas Schlechtes, wie beispielsweise Unfrieden oder unangenehm. Kennt ihr noch ein Beispiel?“ Fritzchen meldet sich und sagt: „Ich kann ein weiteres nennen: ‚Unterricht‘!“
- Fritzchen fällt im Unterricht der Radiergummi vom Tisch. Während er sucht, stellt die Lehrerin an die Klasse die Frage: „Wenn ich mal sterben sollte, was würdet ihr mir auf den Grabstein schreiben?“ Gleich darauf findet Fritzchen den Radiergummi und ruft: „Hier liegt die Sau und rührt sich nicht!“
- Die Lehrerin erklärt im Unterricht Vergangenheit, Gegenwart und Zukunft! „Wenn ich sage, dass ich schön bin, was ist das für eine Zeit?“ Darauf antwortet Fritzchen: „Vergangenheit, Frau Lehrerin, Vergangenheit!“
- Der Lehrer fragt Klein Fritzchen: „Was gibt sieben mal sieben?“ Klein Fritzchen antwortet: „Feinen Sand.“
- Fritzchen und seine Oma gehen spazieren, da liegt ein 10-Euro-Schein auf dem Boden und Fritzchen möchte ihn aufheben, doch die Oma sagt: „Alles, was auf dem Boden liegt, soll man nicht aufheben. Merk dir das!“ Sie gehen weiter und da liegt ein 20-Euro-Schein. Fritzchen will ihn aufheben, doch die Oma sagt wieder „Alles, was auf dem Boden liegt, soll man nicht aufheben. Merk dir das!“ Sie gehen wieder weiter und die Oma rutscht aus und fällt auf den Boden und sagt „Fritzchen hilf mir bitte hoch!“ doch Fritzchen sagt „Aber nein Oma! Alles, was auf dem Boden liegt, darf man nicht aufheben“